# Спиллейн, Джонни
Джонни Спиллейн (англ. Johnny Spillane, род. 24 ноября 1980 года, Стимбот-Спрингс) — американский двоеборец, трёхкратный серебряный призёр Олимпийских игр 2010 года Ванкувере, чемпион мира 2003 года.
В Кубке мира Спиллейн дебютировал в 2000 году. В январе 2010 года одержал свою первую, и на данный момент единственную победу на этапе Кубка мира. Кроме победы, на сегодняшний момент имеет 5 попаданий в тройку лучших на этапах Кубка мира, все в личных соревнованиях. Лучшим достижением в итоговом зачёте Кубка мира для Спиллейна является 7 место по итогам сезона 2002—03.
На Олимпиаде-2002 в Солт-Лейк-Сити был 4-м в командных соревнованиях, в личных дисциплинах показал следующие результаты: спринт — 32-е место, индивидуальная гонка — 32-е место.
На Олимпиаде-2006 в Турине занял 7 место в командных соревнованиях, в личных видах был 30-м в индивидуальной гонке и 10-м в спринте.
На Олимпиаде-2010 в Ванкувере занимал вторые места во всех трёх проводимых соревнованиях, тем самым завоевав три серебряные медали. При этом, в первой дисциплине (нормальный трамплин/10 км) Спиллейн лидировал ещё за несколько сот метров до финиша, но уже на последней прямой мощным спуртом его опередил Джейсон Лами-Шаппюи.
За свою карьеру принял участие в шести чемпионатах мира, на которых завоевал одну золотую медаль в спринте в 2003 году.
Использует лыжи производства фирмы Atomic.